# Serie Mundial de 1975
La Serie Mundial de 1975 fue disputada entre Cincinnati Reds y Boston Red Sox.
Los Cincinnati Reds resultaron ganadores al vencer en la serie por 4 partidos a 3.

## Desarrollo

### Juego 1
| Equipo     | 1 | 2 | 3 | 4 | 5 | 6 | 7 | 8 | 9 | C | H  | E |
| ---------- | - | - | - | - | - | - | - | - | - | - | -- | - |
| Cincinnati | 0 | 0 | 0 | 0 | 0 | 0 | 0 | 0 | 0 | 0 | 5  | 0 |
| Boston     | 0 | 0 | 0 | 0 | 0 | 0 | 6 | 0 | X | 6 | 12 | 0 |

LG: Luis Tiant (1–0)  LP: Don Gullett (0–1)  

### Juego 2
| Equipo     | 1 | 2 | 3 | 4 | 5 | 6 | 7 | 8 | 9 | C | H | E |
| ---------- | - | - | - | - | - | - | - | - | - | - | - | - |
| Cincinnati | 0 | 0 | 0 | 1 | 0 | 0 | 0 | 0 | 2 | 3 | 7 | 1 |
| Boston     | 1 | 0 | 0 | 0 | 0 | 1 | 0 | 0 | 0 | 2 | 7 | 0 |

LG: Rawly Eastwick (1–0)  LP: Dick Drago (0–1)  

### Juego 3
| Equipo     | 1 | 2 | 3 | 4 | 5 | 6 | 7 | 8 | 9 | 10 | C | H  | E |
| ---------- | - | - | - | - | - | - | - | - | - | -- | - | -- | - |
| Boston     | 0 | 1 | 0 | 0 | 0 | 1 | 1 | 0 | 2 | 0  | 5 | 10 | 2 |
| Cincinnati | 0 | 0 | 0 | 2 | 3 | 0 | 0 | 0 | 0 | 1  | 6 | 7  | 0 |

LG: Rawly Eastwick (2–0)  LP: Jim Willoughby (0–1)  
HRs:  BOS – Carlton Fisk (1), Bernie Carbo (1), Dwight Evans (1)  CIN – Johnny Bench (1), Dave Concepción (1), César Gerónimo (1)

### Juego 4
| Equipo     | 1 | 2 | 3 | 4 | 5 | 6 | 7 | 8 | 9 | C | H  | E |
| ---------- | - | - | - | - | - | - | - | - | - | - | -- | - |
| Boston     | 0 | 0 | 0 | 5 | 0 | 0 | 0 | 0 | 0 | 5 | 11 | 1 |
| Cincinnati | 2 | 0 | 0 | 2 | 0 | 0 | 0 | 0 | 0 | 4 | 9  | 1 |

LG: Luis Tiant (2–0)  LP: Fred Norman (0–1)  

### Juego 5
| Equipo     | 1 | 2 | 3 | 4 | 5 | 6 | 7 | 8 | 9 | C | H | E |
| ---------- | - | - | - | - | - | - | - | - | - | - | - | - |
| Boston     | 1 | 0 | 0 | 0 | 0 | 0 | 0 | 0 | 1 | 2 | 5 | 0 |
| Cincinnati | 0 | 0 | 0 | 1 | 1 | 3 | 0 | 1 | X | 6 | 8 | 0 |

LG: Don Gullett (1–1)  LP: Reggie Cleveland (0–1)  SV: Rawly Eastwick (1)  
HRs:  CIN – Tony Pérez 2 (2)

### Juego 6
| Equipo     | 1 | 2 | 3 | 4 | 5 | 6 | 7 | 8 | 9 | 10 | 11 | 12 | C | H  | E |
| ---------- | - | - | - | - | - | - | - | - | - | -- | -- | -- | - | -- | - |
| Cincinnati | 0 | 0 | 0 | 0 | 3 | 0 | 2 | 1 | 0 | 0  | 0  | 0  | 6 | 14 | 0 |
| Boston     | 3 | 0 | 0 | 0 | 0 | 0 | 0 | 3 | 0 | 0  | 0  | 1  | 7 | 10 | 1 |

LG: Rick Wise (1–0)  LP: Pat Darcy (0–1)  
HRs:  CIN – César Gerónimo (2)  BOS – Fred Lynn (1), Bernie Carbo (2), Carlton Fisk (2)

### Juego 7
| Equipo     | 1 | 2 | 3 | 4 | 5 | 6 | 7 | 8 | 9 | C | H | E |
| ---------- | - | - | - | - | - | - | - | - | - | - | - | - |
| Cincinnati | 0 | 0 | 0 | 0 | 0 | 2 | 1 | 0 | 1 | 4 | 9 | 0 |
| Boston     | 0 | 0 | 3 | 0 | 0 | 0 | 0 | 0 | 0 | 3 | 5 | 2 |

LG: Clay Carroll (1–0)  LP: Jim Burton (0–1)  SV: Will McEnaney (1)  
HRs:  CIN – Tony Pérez (3)
|                                                         |
| Campeón de las Grandes Ligas Cincinnati Reds 3.º título |